# Faslam

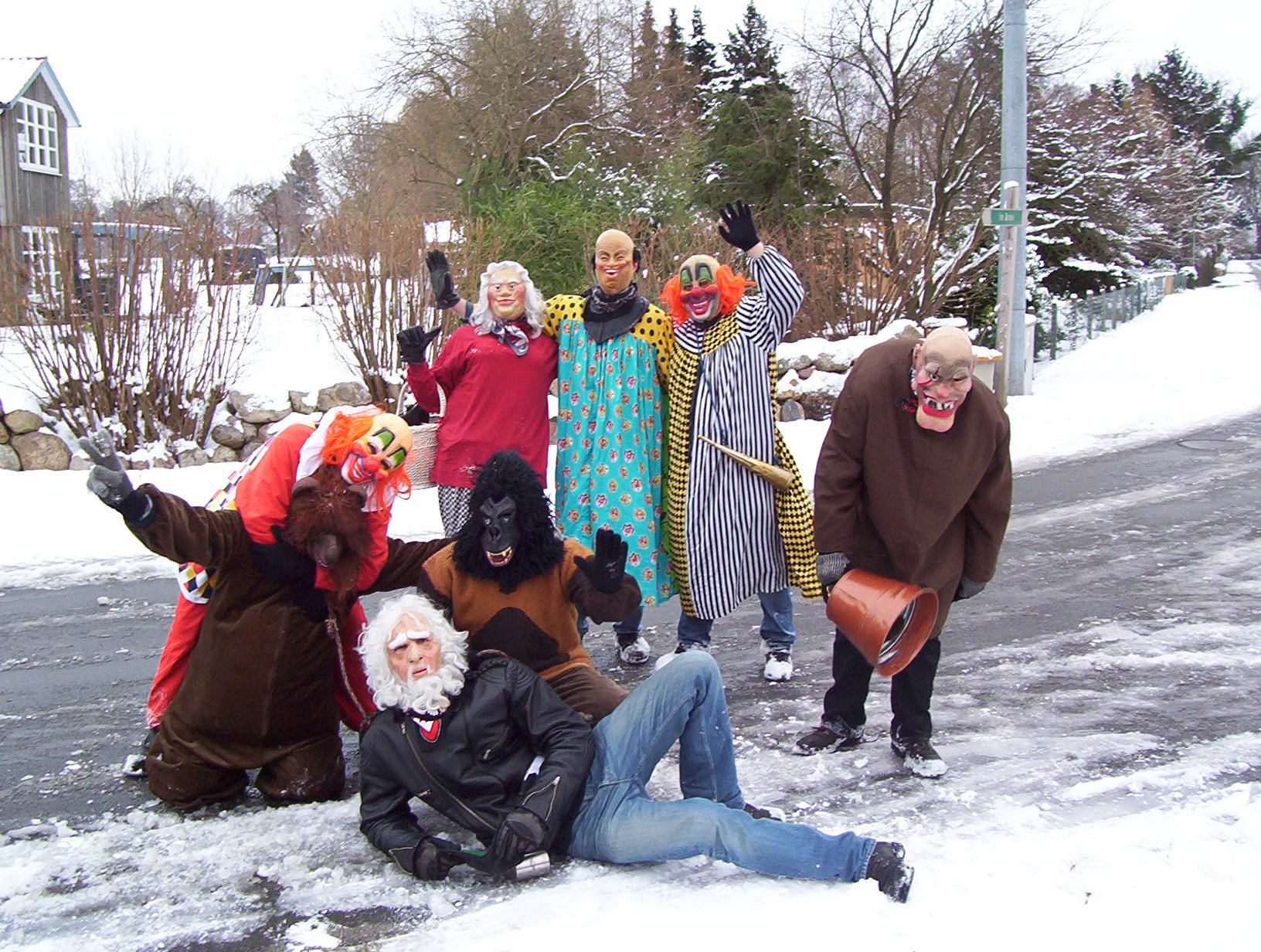
Schnorren zu Faslam in Mechtersen

Faslam (auch: Faßlam, Faslom, Fasslom, Faßlom oder Faselabend) ist ein alter, ländlicher niederdeutscher Winterbrauch. Um die Wintersonnenwende herum zogen die Knechte und Mägde von Hof zu Hof, um mit bunten Verkleidungen und viel Lärm den Winter zu vertreiben. „Erschnorrte“ Speisen und Getränke dienten einem anschließenden Fest. Das Brauchtum lebt bis heute in ähnlicher Form fort.

## Ursprung und historischer Kontext
Die Bezeichnung „Faslam“ ist wahrscheinlich eine Ableitung vom Faselabend. Ein Zusammenhang mit Fastnacht (dem Abend vor Aschermittwoch) kann eher nicht hergestellt werden, denn der Faslam wird in einigen Orten bereits ab Dezember gefeiert.

## Verbreitung
Nach bisherigen Erkenntnissen ist das Verbreitungsgebiet des Faslams das nördliche Niedersachsen und Sachsen-Anhalt, insbesondere im Landkreis Harburg.
- Landkreis Celle: Bargfeld
- Landkreis Cuxhaven: Hollen
- Landkreis Gifhorn: Betzhorn, Bokel, Bokensdorf, Bottendorf, Zicherie, Hankensbüttel, Masel, Rade, Radenbeck, Schweimke, Steimke, Tülau, Weddersehl, Wentorf, Westerholz (Wesendorf), Wettendorf, Wiersdorf, Zasenbeck, Voitze
- Landkreis Harburg: Asendorf, Ashausen, Brackel, Dibbersen, Drage, Drennhausen und Elbstorf (Elvendiek), Evendorf, Elstorf, Fliegenberg, Garlstorf, Garstedt, Gödenstorf/Oelstorf/Lübberstedt, Holvede, Halvesbostel, Handeloh, Hanstedt, Harmstorf, Helmstorf, Hoopte, Holm, Hörsten, Hunden, Klecken, Laßrönne, Luhdorf/Roydorf, Marxen, Mienenbüttel, Nindorf am Walde, Oldershausen, Ohlendorf, Pattensen, Ramelsloh, Regesbostel, Rottorf, Quarrendorf, Schierhorn, Sahrendorf, Salzhausen, Scharmbeck, Schwiederstorf, Sottorf, Stöckte, Thieshope, Tangendorf, Tönnhausen, Toppenstedt, Vierhöfen, Undeloh, Wesel, Westerhof, Wulfsen
- Landkreis Ludwigslust-Parchim: Warlow, Woosmer((Fliegenberg))
- Landkreis Lüneburg: Boltersen, Mechtersen, Oldendorf/Luhe, Radbruch, Raven-Rolfsen, Soderstorf, Tosterglope, Südergellersen, Nahrendorf, Betzendorf, Wittorf
- Landkreis Nienburg: Diepenau, Essern, Lavelsloh, Nordel
- Landkreis Prignitz: Streesow; abweichend in Reckenzin als Ausmaien oder Eierschnorren zu Pfingsten
- Landkreis Rotenburg (Wümme): Bötersen, Hiddingen, Reeßum, Schwitschen, Elm, Oerel
- Landkreis Salzwedel: Breitenfeld, Jeggau, Nettgau
- Landkreis Stade: Burg, Daensen, Kranenburg, Blumenthal, Nottensdorf, Ahrensmoor, Ahrenswohlde, Sauensiek
- Landkreis Uelzen: Dörmte, Kroetze, Lehmke, Oetzen, Ostedt, kl. Pretzier, gr. Pretzier, Westerweyhe, Jastorf, Nettelkamp, Stadensen, Teyendorf/Göddenstedt, Wellendorf (Suhlendorf)
- Region Hannover: Wassel
- Stadt Wolfsburg: Sülfeld, Ehmen, Velstove

## Lokale Ausprägungen des Faslamsfestes
Der Ablauf des Faslams unterscheidet sich in den verschiedenen Gegenden mehr oder weniger.

### Breitenfeld (Gardelegen)

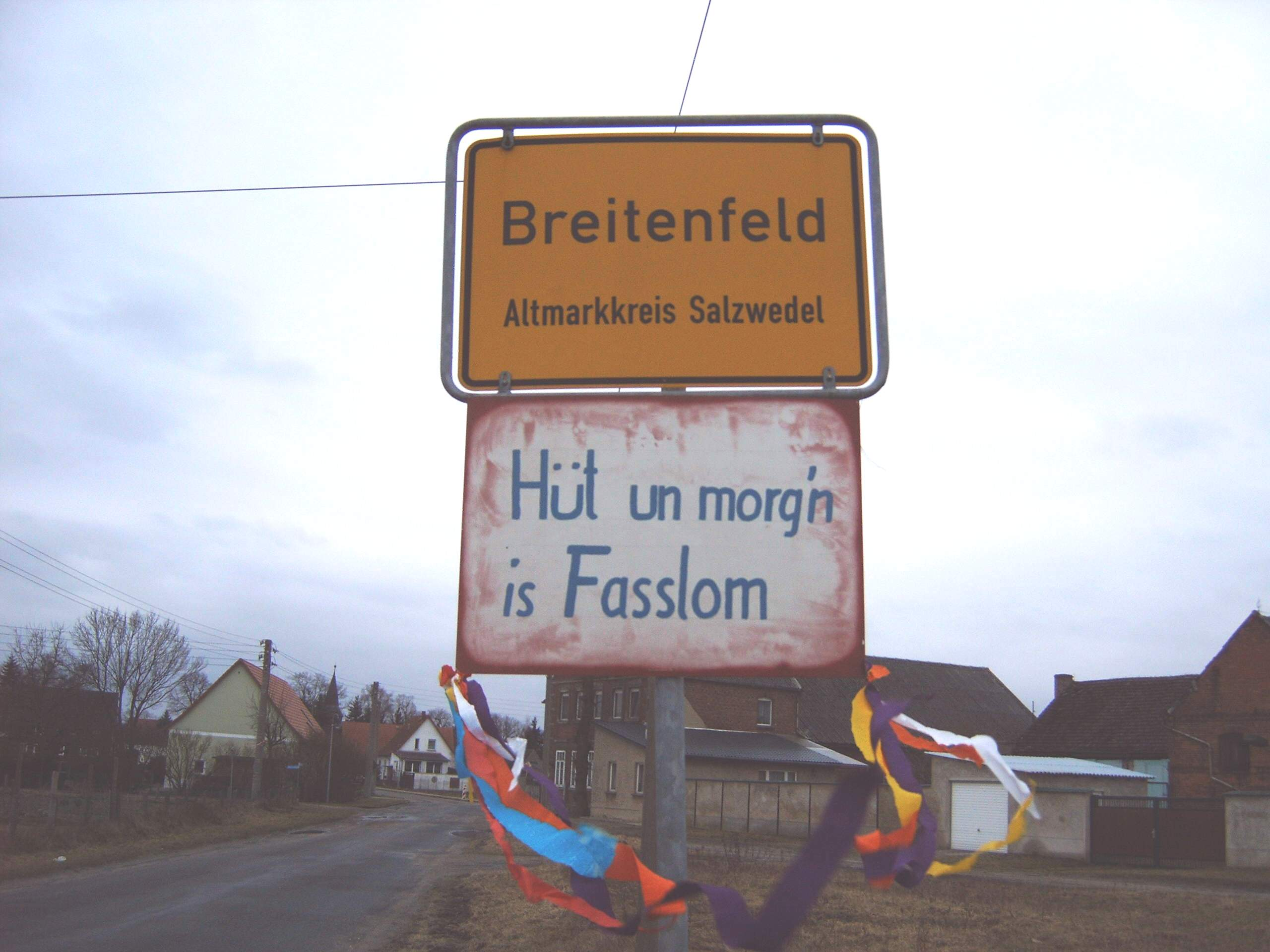
Geschmücktes Ortseingangsschild zum Fasslomfest 2006 in Breitenfeld

Das Fasslomfest in Breitenfeld findet an einem Wochenende Mitte Februar statt. Die Vorbereitung obliegt dem Festkomitee, dem ein Schuldknecht und ein Schöffe angehört. Das Dorf wird mit bunten Bändern geschmückt. Schilder an den Ortseingängen verkünden die Faslomzeit. Am Vormittag des Sonnabends beginnt der so genannte Heischezug, hierbei ziehen die Fasslomstüber von Haus zu Haus. Sie verkünden das Frühjahr und die Fruchtbarkeit und erheischen Gaben. Am Abend findet dann eine Auswertung mit anschließendem gemütlichen Beisammensein im Gemeinderaum statt. Am Sonntag folgt ein gemeinsames Mittagessen. Sodann erfolgt die Übergabe einer Wurstkrone beim Bürgermeister, gefolgt von einem Umzug durch das Dorf mit Blasmusik. Die Feiern klingen danach mit Kaffee und Kuchen aus.

### Hanstedt (i.d. Nordheide)
Die Hanstedter Faslamszeit beginnt angelehnt an den rheinischen Karneval um den 11.11. eines Jahres. An dem naheliegendsten Samstag werden die neue Faslamseltern gewählt und anschließend eine Faslamsparty gefeiert.
Das „richtige“ Faslamsfest findet dann am vorletzten Januarwochenende statt. Am Freitag findet der „Bunte Abend“ mit Büttenprogramm und Tombola statt. Der Samstag beginnt mit dem Schnorren durchs Dorf, geht dann nachmittags mit dem Kinderfasching weiter und gipfelt in den Lumpenball am Abend. Am Sonntag folgt dann der große Faslamsumzug durch das Dorf.

### Hollen (Gemeinde Hollnseth)
Der Faslom (eher Faßloom) in Hollen wird traditionell am 2. Januar gefeiert. Die vollständige Bezeichnung in Hollen lautet Faßloompietschen. Das Wort Pietschen ist der plattdeutsche Begriff für peitschen. Das bedeutet in diesem Zusammenhang, sich die Getränke einzupeitschen (he pietscht een Glas non’n annern wech = „er trinkt hastig ein Glas nach dem anderen“).
Am nächsten Vormittag versammelten sich die männlichen jungen Leute zu einem Gang durch das Dorf. Zum Teil kostümiert, zogen sie mit Musik von Haus zu Haus. Mit allerlei Sprüchen forderten die Faslompietscher die Bäuerin auf, von ihren Vorräten an Speck, Schinken, Würsten und Eiern einiges abzugeben, und dem Kiepenträger in seine Kiepe zu tun. Abends und als Abschluss vom Faßloom gab es ein Grünkohlessen. Jeder Einwohner des Dorfes konnte daran unentgeltlich teilnehmen. Bis in die Gegenwart hinein hat sich an diesem Ritual prinzipiell nur wenig geändert.
Die Frauen bzw. Partnerinnen der Männerschar sind beim Hollener Faßloom unentbehrlich. Nicht nur, dass sie für die Bewirtung in den Häusern zuständig sind, sondern auch, dass sie sich abends zu den Faßloompietschern gesellen. In lustigen Verkleidungen und mit viel Spaß und Humor treffen sie auf dem Saal ein, wo dann gemeinsam der große Faßloomball gefeiert wird.

### Hoopte
Der Hoopter Faslam wurde nach den Überlieferungen erstmals 1924 gefeiert. Den ersten der beiden Faslamstage verbrachten die Faslamsbrüder ausschließlich damit, durchs Dorf zu ziehen und zu schnorren. Am darauffolgenden Tag wurde dann die „Beute“ verzehrt und abends wurde zum Tanz aufgespielt. Am Sonnabendnachmittag findet für die kleinen Faslamsbrüder und -schwestern das Kindertanzen statt. Sonnabends abends ist für die Erwachsenen der Lumpenball mit Tombola auf dem Programm. Den Höhepunkt eines jeden Faslams stellt der Faslamsumzug am Sonntagnachmittag dar. Angeführt wird der Umzug von Faslamsvadder und -mudder in der Kutsche. Es folgen die Festwagen, Fußgruppen und Spielmannszüge bzw. Fanfarenzüge und viele lustig gekleidet und fröhliche Narren. Am Montag treffen sich die Faslamsbrüder und -schwestern zum traditionellen Schnorren. Montagabends wird dann das Zusammengeschnorrte im Festlokal von den aktiven und passiven Faslamsmitgliedern verzehrt. Gut gestärkt beginnt abends de „Danz op de Deel“ mit der Prämierung der Festwagen der Faslamstombola. Mit diesem Ball bis in den frühen Morgen endet der Faslam.

### Hörsten
Traditionell wird der Faslam in Hörsten am Wochenende nach Rosenmontag gefeiert, wobei wichtige Personen und Utensilien die Faslamsmudder, die Faslamsbrüder, der Faslamskerl und die Faslamsbuddel sind.
Etwa vier Wochen vor dem Faslamsfest findet das sogenannte „Faslamanbinden“ statt. Hier wird besprochen, wie viele Gruppen am Umzug teilnehmen, damit dementsprechend viele Spielmannszüge bestellt werden können. Außerdem wird verabredet, wer sich in diesem Jahr jeweils als Gastgeber für den Faslaslamskerl und für die Faslamsbuddel zur Verfügung stellt (das Suchen fällt dann etwas leichter). Mit einem Schluck Köm für alle wird der Faslam als angebunden erklärt.
Am Samstag beginnt der Faslam mit einem Umzug durch das Dorf. Eine oder zwei Spielmannszüge, etwa zehn bunt geschmückte Wagen, die Faslamsmudder und die drei Faslamsbrüder sowie die buntgeschmückten Umzugsteilnehmer begeben sich auf den Weg. Jede teilnehmende Gruppe hat sich ein Motto (das kann die große Politik, örtliche Themen oder beispielsweise auch nur ein Märchen sein) ausgesucht. Sie suchen den Faslamskerl, eine lebensgroßen Puppe, in dem sich die böse Kornmuhme (ein Geist, der die Kornernte vernichten will) versteckt und die Faslamsbuddel. Während des Umzugs wird geschnorrt. So kommen Geldspenden, Eier, Schnaps und Wurst für den Faslamsschmaus am zweiten Tag zusammen.
Aufgabe der Faslamsbrüder ist es, die Faslamsbuddel zu suchen. Mit Schaufel, Harke und Besen ausgerüstet, graben sie mal hier und mal dort, bis sie die Buddel gefunden haben. Die Faslamsmudder, ein als Frau verkleideter Mann, sucht zur gleichen Zeit ihren Mann, um mit ihm durch einen Tanz das Faslamsfest zu beginnen.
Am Abend gibt es Tanzmusik zum Lumpenball. Am Sonntag gibt es dann den Faslamsschmaus für die Hörster und die Umzugsteilnehmer. Höhepunkt beim Faslamsschmaus ist das „Eierraten“, wie viele Eier gesammelt wurden. Für die drei besten Eierrater gibt es jeweils einen Preis. Der Faslamskerl wird von einigen Hexen verbrannt, um die böse Kornmuhme zu vernichten, damit es in diesem Jahr eine gute Ernte gibt.

### Jeggau
Das Faslom ist in Jeggau auf zwei Tage verteilt. Am Sonnabend werden die Gaben im Dorf eingesammelt, dabei geht der Wurstsammler, begleitet von den Kiepenträgern, von Haus zu Haus und spricht folgende Worte: „Wenn ihr ‘ne gute Ernte hebben wollt unn’ en schönet Fröjoar, dann gäwt us ‘nen paar Eier in uns Kiew, dann wern die heilig, und wi warn riek.“ Eier und Geld wandern in die Kiepen, die Wurst wird auf die Wurstgabel aufgespießt. Während des Rundganges durch das Dorf wird gerufen: „Wat iss hüt un morg’n?“. Zur Antwort erschallt:„Hüt unn morg’n iss Fasslom.“ Zusätzlich tragen die Fasslomsvereinsmitglieder Birkenruten und schlagen damit auf alles, was fruchtbar werden soll, insbesondere junge Mädchen, ein. Der Schultenknecht und die Schöffen überwachen das Treiben. Am Sonntagabend findet der Fasslom-Ball statt, auf dem der Schuldenkönig ernannt wird. Das ist derjenige, der die meisten Vergehen begangen hat, welche die Schöffen am Vorabend notiert haben. Auf dem Ball gibt es dann auch das große Eierbackessen. Nicht zu vergessen ist das Schleifensammeln, dabei werden von den Frauen bunte Schleifen an die beliebtesten Tänzer aus Jeggau und Eigenthum verteilt, die dann abgetanzt werden müssen. Wer die meisten Schleifen bekommen hat, wird zum Schleifenkönig ernannt. Ein weiterer Höhepunkt stellt die Abholung der Wurstkrone beim Bürgermeister dar, diese hat das Aussehen einer Richtkrone und ist aus Tannengrün gebunden. An den Ecken befinden sich die Würste und bunte Bänder. In dieser Form wird der Brauch seit 1906 ausgeführt. Nach einer Pause in den sechziger Jahren lebte er 1988 wieder auf.

### Oetzen
In Oetzen wird Faslam jährlich von der örtlichen Landjugend ausgerichtet. 
Es beginnt mit einem Umzug verkleideter Teilnehmer durch den Ort, wobei man an jedem Haus die Bewohner nach Lebensmitteln fragt. 
Am Ende des Umzuges werden alle gesammelten Lebensmittel im Oetzener Schützenhaus zu einem Abendessen zubereitet, an welchem die Einwohner des Ortes ebenso teilnehmen dürfen wie die Umzugsteilnehmer. 
Im Anschluss an das Abendessen findet im Schützenhaus eine öffentliche Feier statt. Die Feiernden sind hierbei ebenfalls verkleidet.

### Ohlendorf
In Ohlendorf findet der Faslam jährlich rund um den dritten Samstag im Januar statt. Den Auftakt bildet, wie bei nahezu allen Faslamsclubs in der Umgebung, das Anbinden im November. Hier werden Faslamsvadder, -mudder und zwei Kinder gewählt. Diese „Faslamsfamilie“ hilft dem Vorstand bei der Organisation des Faslam. Außerdem führt jedes Mitglied der Familie eine Gruppe beim Schnorren am Samstag an und ist verantwortlich für das Erschnorrte. Zusätzlich repräsentiert die Faslamsfamilie den Faslamsclub Ohlendorf auf fremden Faslams. Es wird zudem ein Montagsmotto gewählt, welches den Abschluss des Faslamsfestes am Montag bildet. Nebenbei werden noch zwei Faslamsclowns bestimmt, die am Samstagnachmittag den Kindertanz organisieren und betreuen.
Am Freitag findet jedes Jahr ein großer Skat-, Dart-, Knobel- und Bingoabend statt, auf dem Fleisch- und Sachpreise durch rege Teilnahme zu gewinnen sind.
Am Samstag ziehen die Faslamsbrüder und -schwestern in Verkleidung ab 08:00 Uhr durch den ganzen Ort, klingeln an jeder Haustür, singen das Faslamslied und erschnorren sich so Geld, Getränke und sonstiges. Nachmittags findet im Schützenhaus der Kindertanz statt, bei dem Kinder in Verkleidung feiern können und von den Faslamsclowns betreut werden. Abends findet traditionell ein großer Lumpenball für jedermann statt.
Den Abschluss des Ohlendorfer Faslams bildet der Montagsschmaus, hier wird sich getreu dem gewählten Montagsmotto verkleidet und das Erschnorrte gemeinsam getrunken und gegessen.

### Pattensen
In Pattensen beginnt die Faslamszeit im November mit dem Faslamsanbinden. Die Faslamseltern (Faslamsvadder und Faslamsmudder) sind in Pattensen immer männlichen Geschlechts. Traditionsgemäß wird die Vorjahresmudder zum Vadder gewählt. Die Faslamseltern gehen Anfang Januar an durch das Dorf, um an jeder Tür nach Spenden für das Faslamsfest zu fragen. Diese Spenden sind die Haupteinnahmequelle, um das Fest zu finanzieren. Anfang Januar fangen auch die Faslamsgruppen an, ihre Wagen für den Festumzug zu bauen. Das Pattensener Faslamsfest ist jedes Jahr das erste volle Wochenende im Februar. Am Sonnabend wird nachmittags eine Kindermaskerade veranstaltet und am Abend ist der so genannte Festball (Tanzveranstaltung wie Disko).
Am Sonntagmittag beginnt dann der große Festumzug durch das ganze Dorf, wobei die Wagenbau- und Fußgruppen ihre Themen präsentieren. Im Anschluss an den Umzug feiern Wagenbauer und Besucher des Faslams gemeinsam weiter. Am Montag treffen sich einige Wagenbauer zum Schnorren: es wird in vier Gruppen durch das Dorf gelaufen und an den Haushalten um essbare Spende gebeten. Diese Spenden werden am Dienstagabend bei der Festtafel gemeinsam verspeist. Zum Schluss werden noch die Platzierungen der Wagen und Fußgruppen bekanntgegeben. Am Mittwoch findet ein Frühschoppen statt. Am Freitag ist dann das Faslamsfest vorbei, abends trifft man sich zum gemütlichen Beisammensein.

### Ramelsloh
Faslam in Ramelsloh am Wochenende des zweiten Sonnabends im Januar ist eines der ersten Faslamsfeste eines jeden Jahres. Den eigentlichen Auftakt der Faslamssaison in Ramelsloh bildet das Anbinden im November, bei dem ein Elternpaar sowie zwei Clowns gewählt werden. Dieses Viergespann hilft dem Vorstand bei der Organisation und führt insbesondere die Touren beim Schnorren an. Zusätzlich vertreten sie den Faslamsclub Ramelsloh bei auswärtigen Faslamsfesten. Neben dieser Wahl wird noch ein Motto bestimmt, gemäß diesem der Saal für den abschließenden Faslamsschmaus am Sonntag geschmückt wird.
Das Faslamswochenende selbst beginnt mit dem Kickerturnier, Preisskat und -knobeln am Freitag.
Am Vormittag des Faslamssonnabends geht es los zum Schnorren durch das Dorf. Dabei wird von Haus zu Haus gegangen und an jeder Haustür das Faslamslied angestimmt. Zur Belohnung gibt es dann einen kleinen Obolus in Form von Eiern, Getränken oder Geld. Am Samstagabend folgt der große Lumpenball, der seit 2019 als "Lumpenball meets Zeltdisco" im beheizten Festzelt veranstaltet wird. Zum Lumpenball ist jeder herzlich willkommen, alle werfen sich in ihre bunten Verkleidungen und es wird bis in den frühen Morgen gefeiert.
Am Sonntagmittag findet dann das Buddelsuchen statt. Hierzu verstecken die Eltern nach dem Lumpenball noch schnell zwei oder drei Kömbuddeln auf einem beliebigen Gehöft, das nun unter Begleitung des Spielmannszuges wieder aufgesucht wird. Bürger und Faslamsbrüder – nun unverkleidet – suchen die Flaschen. Sind sie gefunden, geht es abschließend zum Frühschoppen. Danach haben dann endlich die Kleinen ihren großen Auftritt: Es ist Zeit für den Kindertanz. Kleine Prinzessinnen und Cowboys lassen sich von den Faslamsclowns animieren.
Den Abschluss des Ramelsloher Faslamsfestes bildet der Schmaus am Sonntagabend – die am Sonnabend erschnorrten Getränke und Eier werden in diesem Rahmen verzehrt.

### Rottorf
In Rottorf gibt es die Faslamstradition seit den frühen dreißiger Jahren. Anders als üblich wird in Rottorf nicht geschnorrt, sondern „gepiezt“.
Traditionell beginnen die Faslams-Vorbereitungen bereits im Januar mit dem Treffen der Piezbrüder zur Wahl des Mottos und zur Bestimmung von Muddern und Vaddern. Muddern und Vaddern sind hierbei immer die Neuzugänge der Piezbrüder. Zusätzlich zu der Auswahl der Kostüme wird „Jaqueline“ jedes Jahr passend zum Motto gestaltet. Bei „Jaqueline“ handelt es sich um einen ziehbaren alten Planenwagen für den Transport der Musik und der gekühlten Getränke.
Faslam findet (fast) immer am Samstag des ersten Februarwochenendes des Jahres statt. Beim „Piezen“ ziehen die Piezbrüder in den frühen Morgenstunden los, um an jeder Haustür des Dorfes zu klingeln. Nach dem üblichen Faslamslied und einem kurzen Schnaps erhalten die Piezbrüder meist Geld oder Hochprozentiges.
Am Nachmittag wird der in der Sporthalle des MTV Rottorf stattfindende Kinderfasching besucht. Das Verteilen von Bonbons und Spiele mit den Kindern sind dort üblich. Nach diesem Besuch beenden die Piezbrüder den Rest ihrer Tour, um am Abend gemeinsam mit den Dorfbewohnern auf dem Lumpenball zu feiern. Ein Teil des Erlöses der Faslamsbrüder wird jedes Jahr an den Kindergarten, die Kinderfeuerwehr oder an die Jugendfeuerwehr gespendet.

### Sahrendorf-Schätzendorf
Die Ortschaften Sahrendorf und Schätzendorf feiern den Falsam gemeinsam. In der Regel findet der Faslam nach altem Brauchtum am ersten Wochenende im Januar statt. Viele Bewohner der beiden Orte nehmen das Datum zum Anlass, ihren Weihnachtsschmuck am Faslamswochenende zu entfernen: „Faslam mutt sin Willen häm“.
Im November findet das Anbinden statt, an dem sich die Faslamsbrüder und -schwestern für den folgenden Faslam als Organisation gründen. Es gibt keine festen Statuten, sodass eine Mitgliedschaft per Akklamation erfolgt und auch nur für die folgende Ausrichtung Bestand hat. Aus der Mitte der Anwesenden wird das Faslamspaar bestimmt.
Nachdem der Lumpenball noch bis in die 1980er Jahre am Sonntag erfolgte, findet derselbe heute am Samstag statt. Nach dem Anbinden am Donnerstag, dem Skatspielen und Knobeln am Freitag, stellt er am Samstag den Höhepunkt des Faslams dar. Am Sonntag erfolgt das Schnorren: Die Faslamsbrüder erbitten an den Häusern der Orte um Beigaben zum Fest. Am Montag ist der Faslam vorbei.

### Stöckte
In Stöckte stehen an der Spitze des Faslams immer Faslamsmudder und Faslamsvadder, beides Männer. Der Stöckter Faslam ist durch seine bunten und humorvollen Umzüge bekannt geworden. Der Umzug wurde kurz nach dem Zweiten Weltkrieg (1949) erstmals durchgeführt, wobei man sich eindeutig vom rheinischen Karneval inspirieren ließ. Er führte damals nur durch das kleine Dorf Stöckte. Ab 1969 fuhr man erst durch Stöckte, dann durch die Innenstadt der Kreisstadt Winsen (Luhe), und von dort wieder zurück. Bis zu ca. 30.000 Zuschauer säumen heutzutage die Straßen von Stöckte und Winsen (Luhe). Jedes Jahr am Sonntag vor dem Rosenmontag findet das Spektakel statt.
Teil des Faslams waren recht früh auch die Feiern in Verkleidung, in Stöckte schon sehr lange Lumpenball genannt. Für die Kinder entwickelte sich in Stöckte Ende der 60er / Anfang der 70er Jahre die Kindermaskerade zur Attraktion, bereichert seit einigen Jahren durch die Wahl eines Faslamskinderpaares. Zu Beginn des Jahrtausends etablierte sich dann am Faslamsdienstag das Kinderschnorren durch Stöckte.
Am Dienstagabend findet seit einigen Jahrzehnten die Preisverleihung für die Umzugsthemen (es sind in Stöckte ca. 80 Preisrichter im Einsatz) im Rahmen des Festballs statt. Ausklang ist beim Stöckter Faslam wie anderswo an Rhein und Main der Aschermittwoch mit dem sehr traditionellen Frühschoppen. Unterschiede zwischen Faslam und Karneval sind in Stöckte kaum noch vorhanden, lediglich das Schnorren am Rosenmontag ist noch ein Brauch, der nur dem Faslam zugeordnet werden muss.

### Sülfeld

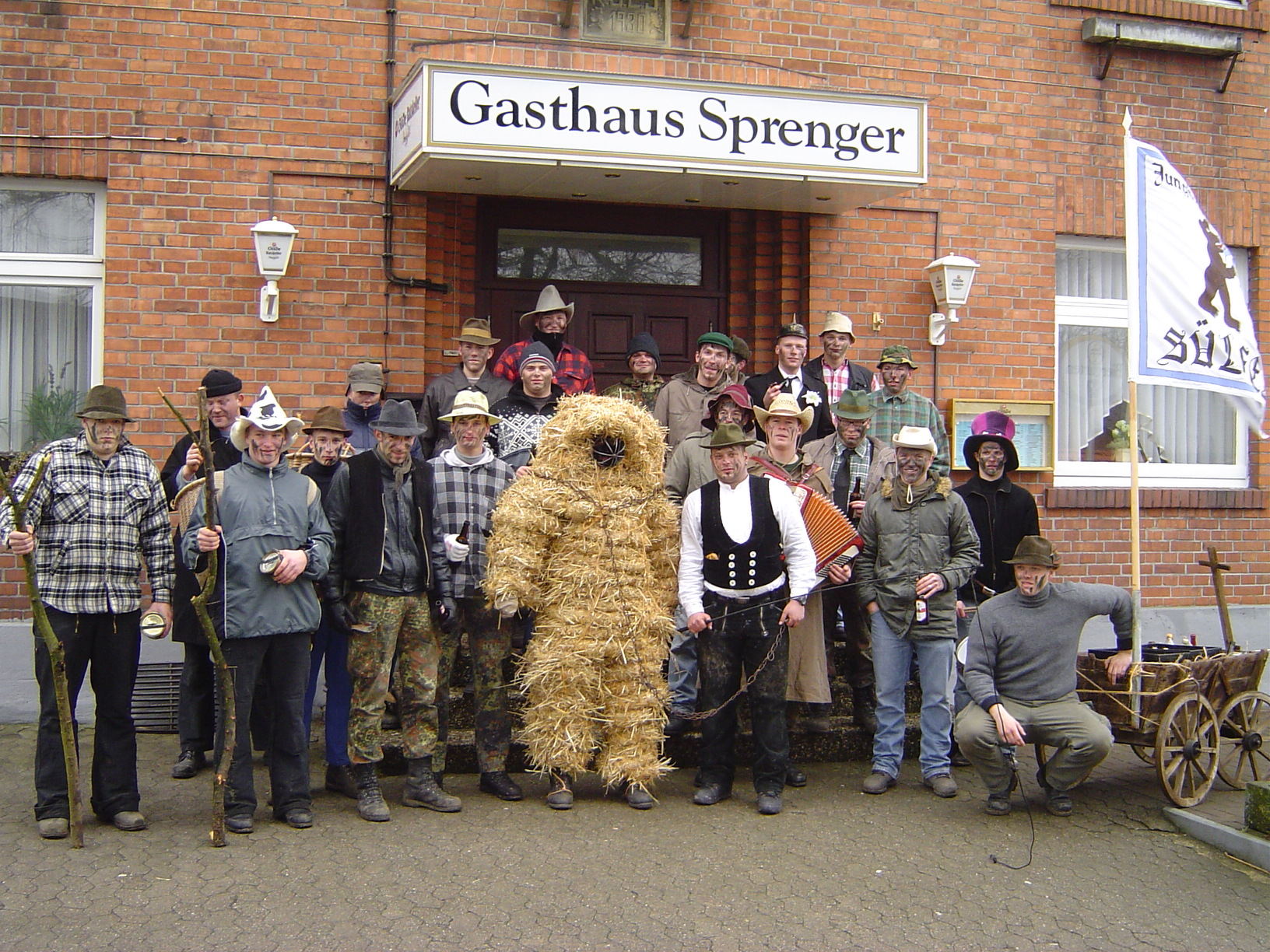
Bärenziehen in Sülfeld

In Sülfeld wird der Faslam „Bärenziehen“ genannt und wird traditionell von der Jungburschenschaft, der unverheiratete Männer des Ortes angehören, veranstaltet. Dazu wird ein vorher ausgewählter Jungbursche in ein aufwendiges Bärenkostüm aus Stroh eingebunden. Mitunter dauert diese Einbindeprozedur mehr als fünf Stunden. Verkleidet und mit dem Bären an der Kette ziehen die Jungburschen von morgens bis in den späten Nachmittag hinein von Haus zu Haus und sammeln Spenden in Form von Eiern, Wurst oder Geld. Die Damen des jeweiligen Hauses sind hierbei aufgefordert mit dem Bären zu zünftiger Akkordeonmusik und dem Gesang der Jungburschen den Schneewalzer zu tanzen. Der Bär stellt bei diesem Fest den Winter dar, der von der Bande junger Männer mit einer Peitsche symbolisch ausgetrieben werden soll. Auch in einem Nachbarort von Sülfeld, in Ehmen, findet sich dieser Brauch unter dem abgewandelten Namen „Bärenzappeln“.

### Schwiederstorf
Das Schwiederstorfer Faslam findet in der Regel am dritten Wochenende im Februar statt und erstreckt sich über drei Tage.
Beginn des Faslamsfestes ist der Freitagabend, an dem die Faslamsbrüder und -schwestern – alle Männer und Frauen, die bereits konfirmiert, aber noch nicht verheiratet oder älter als 30 sind – nach dem Schmücken des Saales das Faslamsfest eröffnen. Von hier aus wird der Faslamskerl, eine lebensgroße mit Stroh gefüllte Puppe, huckepack durch den Ort zu den Faslamseltern getragen. Die Faslamseltern sind in der Regel verheiratete Ehepaare. Anders als in anderen Ortschaften ist die „Faslamsmudder“ tatsächlich die Frau und nicht der Mann und umgekehrt. Hier bei den Faslamseltern angekommen, werden die Faslamsbrüder und -schwestern, sowie Nachbarn und Freunde der Eltern verköstigt. Zuvor wird den Eltern jedoch noch das Schwiederstorfer Lied gesungen.
Am Sonnabend findet am Nachmittag im Vereinsgasthaus die Kindermaskerade statt. Während dieser Zeit machen sich die Faslamsbrüder und -schwestern erneut auf den Weg zu den Faslamseltern, um dort den in der Nacht versteckten Faslamskerl zu suchen. Der Finder des Kerls darf zurück im Gasthaus auf der Kindermaskerade einen Ehrentanz mit dem Kerl abhalten. Am Sonnabendabend findet ebenfalls der Höhepunkt des Faslamsfestes statt – der Faslamsball. Hauptbestandteil dieses Festes ist die traditionelle Preismaskerade. Hierbei präsentieren sich kostümierte und maskierte Gruppen mit ihren oft selbstgebauten Utensilien den Gästen des Saales. Um etwa 22 Uhr findet dann die mit Spannung erwartete Demaskierung statt, bei der die Helden des Faslams gefeiert werden. Anschließend wird der Faslamsball mit Tanz und Musik weitergeführt.
Am Mittag des darauf folgenden Sonntags beginnt das traditionelle Eierschnorren, an dem neben den Faslamsbrüdern und -schwestern auch viele ältere und jüngere Dorfbewohner und auch vereinzelte Auswärtige teilnehmen. Mit einer selbstgebauten „Musik-Box“ auf Rädern, die die frühere Blaskapelle abgelöst hat, wird von Haus zu Haus gegangen, um Geld, Eier oder Süßes zu schnorren. Nach vielen Stunden des Wanderns und Einkehrens wird dann gemeinsam zur Gaststätte zurückgekehrt, wo dann das Faslamsfest ausklingt.

### Tangendorf
In Tangendorf findet am ersten Samstag nach dem 11.11 das Anbinden statt. Hier wird der Ablauf des Faslams besprochen, Aufgaben verteilt und die Faslamseltern gewählt. Faslam beginnt am Donnerstag mit dem gemeinsamen Saalschmücken. Hier wird der Saal passend zum Motto der Faslamsfete hergerichtet. Am Freitag findet das Preisskat und Preiskniffeln statt, bei dem es reichlich Fleischpreise zu gewinnen gibt.
Samstag findet das traditionelle „Kömbuddelsuchen“ statt. Hier wird, meistens zu nächtlicher Stunde, eine Flasche mit Korn oder Likör und zusätzlich mehrere „Fakeflaschen“ mit mehr oder weniger appetitlichen Inhalt von den Faslamseltern im Dorf versteckt. Alle werden mit Alufolie umwickelt, damit niemand den Inhalt errät.
Bewaffnet mit Heugabeln folgen dann die Faslamsbrüder und Faslamsschwestern den Faslamseltern, die die „Meute“ durch den Ort führt, und suchen fleißig nach der Buddel. Derjenige, der die Flasche findet, muss den ersten Schluck nehmen. Nachdem die Flasche gemeinschaftlich geleert wurde, wird diese an die Faslamsfahne gebunden und es wird Fahne voran, vom Faslamslied begleitet, in das Gasthaus eingekehrt.
Nachmittags findet die Kindermaskerade statt. Samstag Abend startet dann die Faslamsparty unter jährlich wechselnden Mottos. Sonntag Mittag wird sich dann zum traditionellen „Schnorren“ getroffen. Hierbei ziehen die Faslamsbrüder und Faslamsschwestern von Tür zu Tür und singen, vom Akkordeon begleitet, das Faslamslied. Dies wird von den Bewohnern mit einer Geld- oder Essensspende entlohnt. Hiervon wird die Nachfeier und die Kindermaskerade ausgerichtet.

### Toppenstedt
Die Jahreshauptversammlung, oder auch „Anbinden“ genannt, ist im Optimalfall am Freitag, dem 11. November, sonst der folgende Freitag. Es wird über das vergangene Faslamsjahr und über das kommende Faslamsjahr berichtet. Außerdem werden die Ämter des Faslamsvorstands sowie Faslamseltern und Kassenprüfer gewählt. Der inoffizielle Teil des Faslamsfests beginnt bereits am Samstag vor dem Faslamswochenende. Beim sogenannten „Wagenbauerball“ treffen sich ein Großteil der Aktiven direkt nach dem Bauen, Nähen oder Basteln in der Kneipe zum Warmup. Das Faslamswochenende beginnt am zweiten Donnerstag im Februar mit dem Preisskat und -knobeln, bei dem man Fleisch- und Sachpreise gewinnen kann. Am Freitag beginnt der späte Nachmittag mit der Teeni-Disco, gefolgt von des Faslamsdisco. Am Samstag folgt der Kinderfasching und abends die Mottoparty, die dem Lumpenball in anderen Faslamsorten sehr ähnelt. Am Sonntag startet der Höhepunkt des Wochenendes: Der Umzug fährt mit zum Teil großen Aufbauten durch den Ort und werfen Süßigkeiten und schenken zum Teil Schnaps aus. Am Montagmittag beginnt das Schnorren. Je nach Beteiligung werden das Dorf mit drei bis vier Gruppen durchkämmt. Am nachfolgenden Samstag läuft zum Abschluss die Preisverteilung mit Musik und Tombola.

### Wulfsen
Für die Organisation des Faslams sind in Wulfsen die Faslamseltern zuständig, traditionsgemäß immer Männer. Der Jüngere ist die Faslamsmudder und der Ältere der Faslamsvadder. In Orten mit gemischtgeschlechtlichen Faslamseltern ist die weibliche Person der Faslamsvadder und die männliche Person die Faslamsmudder. Sie müssen sich um alles kümmern, vom Bestellen der Musik, über Geschenke für die Kindermaskerade und Koordinieren des Gesamtablaufs bis Kleingeld für die Kassen.
Die eigentliche Faslamszeit beginnt schon vor Weihnachten mit dem Bauen der Wagen für den Umzug. Am zweiten Weihnachtstag wird dann offiziell der Faslam angebunden.
Der Wulfsener Faslam findet immer am letzten vollen Wochenende im Januar statt und beginnt mit dem Schmücken des Saales am Donnerstag. Am Freitag findet ein Preisskat und Preisknobeln statt. Der Sonnabendnachmittag gehört allein den Kindern mit ihrer Maskerade und am Sonnabendabend ist Lumpenball. Sonntagnachmittag ist dann der Faslamsumzug mit anschließendem „Danz up de Deel“ bei freiem Eintritt für alle. Montagmorgens treffen sich die (traditionsgemäß männlichen) Schnorrbrüder, um dem alten Brauch folgend Naturalien für den Abend zu schnorren (natürlich wird in der heutigen Zeit eine Geldspende lieber gesehen). Seit ein paar Jahren treffen sich einige Faslamsschwestern morgens zum Frühstück, um anschließend als Putzfrauen das Dorf vom Schmutz des Umzugs zu befreien. Am Montagabend wird das Geschnorrte dann bei Büttenreden und Vorführungen verzehrt.
Als Ausklang des Festes werden am Dienstagabend die neuen Faslamseltern gewählt.

## Faslamslied
Zu gern gesungenen Liedern zu Faslam gehören etwa Auf der Lüneburger Heide oder Die Affen rasen durch den Wald. Es gibt aber auch, speziell im Landkreis Harburg, regional geprägte Ausführungen eigener Faslamslieder, die sich nur geringfügig voneinander unterscheiden. Jeder Faslamsverein hat so seine eigene Version des Liedes. Mancherorts gibt es spezielle, kinderfreundliche Liedtexte.

### Hanstedt und Ohlendorf
Und alle Faslamsbrüder,
leben so wie ich und du,
alle Faslamsbrüder leben so wie wir.
Sie legen sich besoffen nieder,
stehen auf und saufen wieder,
alle Faslamsbrüder leben so wie ich.
Hoch das Bein, die Schweinepreise steigen,
hoch das Bein, die Schweinepreise steigen!
So lang wie der Mors inne Büx noch passt
wird keine Arbeit angefasst,
so lang wie der Mors inne Büx noch passt
wird keine Arbeit angefasst!
FASLAM!

### Ramelsloh
Uuuuuuuuunnd ....
alle Faslamsbrüder,
leben so wie ich und du,
alle Faslamsbrüder leben so wie ich.
Sie legen sich besoffen nieder,
stehen auf und saufen wieder.
Saufen wieder 'brannten Wein,
schlagen den Bauern die Fenster ein.
Oooh ooh ohh, bei uns in Ramelsloh,
Oooh ooh ohh, bei uns in Ramelsloh.
FASLAM!

### Rottorf
Und alle Faslamsbrüder,
leben so wie ich und du,
alle Faslamsbrüder leben so wie ich.
Sie legen sich besoffen nieder,
stehen auf und saufen wieder,
alle Faslamsbrüder leben so wie ich.
Hoch das Bein, die Schweinepreise steigen,
hoch das Bein, das Vaterland soll leben!
So lang das Hemd inne Büx noch passt
wird keine Arbeit angefasst,
so lang das Hemd inne Büx noch passt
wird keine Arbeit angefasst!
FASLAM!